# Edward Mulhare
Edward Mulhare (* 8. April 1923 in Cork, Irland; † 24. Mai 1997 in Los Angeles) war ein irisch-amerikanischer Schauspieler.

## Frühes Leben, Bühne
Nach dem Schulabschluss begann Mulhare zunächst ein Medizinstudium an der National University of Ireland. Doch bereits im Alter von neunzehn Jahren brach er das Studium ab, um sich der Schauspielerei zu widmen. Im selben Jahr verkörperte er als eine seiner ersten professionellen Rollen den Cassio in Shakespeares Othello im Theater seiner Heimatstadt. Es folgten Engagements an verschiedenen Bühnen in Irland und in England. Im Jahr 1951 gab er Lodovico neben Orson Welles’ Othello am St. James Theatre in London, in den Folgejahren spielte er u. a. neben John Gielgud in Richard II. Seinen internationalen künstlerischen Durchbruch erreichte er im Jahr 1957, als er den vielbeschäftigten Rex Harrison als Prof. Henry Higgins für die Musical-Produktion von My Fair Lady am New Yorker Broadway ersetzte. Obwohl Mulhare mit einem Alter von 34 Jahren zu jung für die Rolle war, erhielt er gute Kritiken, und das nicht zuletzt wegen seiner Gesangsstimme. Er verkörperte den Higgins schließlich drei Jahre lang.

## Film
Nachdem er 1947 seinen ersten Film gedreht hatte, übernahm Mulhare seine erste größere Kinorolle unter der Regie von Thorold Dickinson im israelischen Kriegsdrama Höhe 24 antwortet nicht (1955 erschienen) über den Palästinakrieg von 1948. Zugleich war es einer der wenigen Filme, bei dem Mulhare eine Hauptrolle zufiel. In seiner über 40 Jahre umspannenden Filmkarriere agierte er danach hauptsächlich in Nebenrollen und verkörperte zumeist aristokratische, korrekte und distinguierte britische Charaktere. Zu seinen bekanntesten Filmen gehören die Agentenfilmparodien Derek Flint schickt seine Leiche (mit James Coburn in der Titelrolle) und Caprice (mit Doris Day und Richard Harris), der Horrorfilm Die schwarze 13 (mit Deborah Kerr und David Niven) sowie der Kriegsfilm Colonel von Ryans Express (mit Frank Sinatra). Seinen letzten Filmauftritt hatte Mulhare im Jahr 1997 neben Walter Matthau und Jack Lemmon in der Komödie Tango gefällig?

## Fernsehen
Weitaus größerer Erfolg als im Genre „Spielfilm“ war Mulhare indes in Fernsehproduktionen beschieden. Auch hierbei kam sein größter Erfolg mit einer Rolle, die er von Rex Harrison übernahm: In den Jahren 1968 bis 1970 verkörperte er für die Comedyserie Der Geist und Mrs. Muir den Geist des bärbeißigen Kapitäns Daniel Gregg, der sich damit arrangieren muss, dass eine junge Witwe (Hope Lange) samt Kindern in sein altes Haus an der Küste Neuenglands einzieht. Diese Serie beruhte auf dem gleichnamigen, im Jahr 1947 gedrehten Spielfilm (dt. Titel Ein Gespenst auf Freiersfüßen), in dem Harrison den Geist und Gene Tierney die Witwe gespielt hatten. 
Neben Der Geist und Mrs. Muir wurde Mulhare einem breiten Publikum vor allem durch die Krimi-Action-Serie Knight Rider bekannt, in der er in den Jahren 1982 bis 1986 als Devon Miles den seriösen Vorgesetzten der Hauptfigur (David Hasselhoff) verkörperte. Im Jahr 1991 spielte Mulhare für den Fernsehfilm Knight Rider 2000 diesen Charakter noch einmal, der auf dem tragischen Höhepunkt des Films sein Leben verliert.
Daneben übernahm Mulhare Gastrollen in zahlreichen Fernsehserien wie Kampfstern Galactica, Baywatch Nights, MacGyver, Mord ist ihr Hobby, Hart aber herzlich und Die Straßen von San Francisco.

## Privates und Tod
Edward Mulhare starb am 24. Mai 1997 in Van Nuys, Los Angeles, im Alter von 74 Jahren an den Folgen von Lungenkrebs. Er war zeitlebens ledig geblieben. Er wurde nach seinem Tod nach Irland überführt und auf dem Saint Joseph’s Cemetery in seiner Heimatstadt Cork beigesetzt.

## Filmografie (Auswahl)
- 1947: Captain Boycott
- 1955: Höhe 24 antwortet nicht (Giv'a 24 Eina Ona)
- 1964: Wegweiser zum Mord (Signpost to Murder)
- 1965: Colonel von Ryans Express (Von Ryan’s Express)
- 1965: Daniel Boone (Fernsehserie, Folge Das gestohlene Fort)
- 1966: Derek Flint schickt seine Leiche (Our Man Flint)
- 1966: Die schwarze 13 (Eye of the Devil)
- 1967: Caprice
- 1968–1970: Der Geist und Mrs. Muir (The Ghost & Mrs. Muir, Fernsehserie, 50 Folgen)
- 1969: Gidget Grows Up (Fernsehfilm)
- 1972, 1974: Die Straßen von San Francisco (The Streets of San Francisco, Fernsehserie, Folgen Tod einer Hosteß und Nächtlicher Überfall)
- 1974: Cannon (Fernsehserie, Folge Death of a Hunter)
- 1976: Ellery Queen (Fernsehserie, Folge Adventure of the Two-Faced Woman)
- 1978: Kampfstern Galactica (Battlestar Galactica, Fernsehserie, Folge Kriegsgefahr)
- 1979: Hart aber herzlich (Hart to Hart, Fernsehserie, Folge Der Mann mit den Jadeaugen)
- 1982: Megaforce
- 1982–1986: Knight Rider (Fernsehserie, 85 Folgen)
- 1986: Mord ist ihr Hobby (Murder, She Wrote, Fernsehserie, zwei Folgen: Das verhängnisvolle Tagebuch und Mord nach dem ersten Akt)
- 1986: MacGyver (Fernsehserie, Folge Mord an einem Cadillac)
- 1987: B-17: The Flying Fortress (Dokumentarfilm, Stimme)
- 1988–1989: Secrets & Mysteries (Fernsehshow, 26 Folgen, als Gastgeber)
- 1991: Knight Rider 2000 (Fernsehfilm)
- 1995: Hart aber herzlich: Geheimnisse des Herzens (Hart to Hart: Secrets of the Hart, Fernsehfilm)
- 1997: Baywatch Nights (Fernsehserie, Folge Frozen out of the Time)
- 1997: Tango gefällig? (Out to Sea)